# Six Humoresques
Les Six Humoresques, opp. 87 i 89, són composicions concertants per a violí i orquestra escrites entre 1917 i 1918 pel compositor finlandès Jean Sibelius. Tot i abastar dos números d'opus (a causa dels tecnicismes de l'edició), el compositor —que originàriament va considerar anomenar les humoresques Impromptus o Danses líriques— els va concebre com una suite. Ells són:
- Humoresque núm. 1 en re menor, op. 87/1 (Commodo)
- Humoresque núm. 2 en re major, op. 87/2 (Allegro assai)
- Humoresque núm. 3 en sol menor, op. 89/1 (Alla gavotta)
- Humoresque núm. 4 en sol menor, op. 89/2 (Andantino)
- Humoresque núm. 5 en mi bemoll major, op. 89/3 (Commodo)
- Humoresque núm. 6 en sol menor, op. 89/4 (Allegro)

Les Six Humoresques es van estrenar el 24 de novembre de 1919 a Hèlsinki, amb Sibelius dirigint l'⁣Orquestra Filharmònica de Hèlsinki⁣; el solista va ser el violinista rus-finlandès-nord-americà Paul Cherkassky. També hi havia al programa la versió definitiva de la Simfonia núm. 5 en mi bemoll major (op. 82), així com Cançó de la Terra (op. 93), una cantata per a cor mixt.
A la tardor de 1940, Sibelius va revisar la instrumentació de la núm. 1 (el més destacat, va eliminar la part d'arpa); l'original, tot i que es va prometre a Wilhelm Hansen el febrer de 1917, mai es va publicar. El violinista Arvo Hannikainen va estrenar el núm. 1 el 15 de desembre de 1940, amb Toivo Haapanen dirigint l'Orquestra Filharmònica de Hèlsinki. Hansen, que havia publicat les altres cinc humoresques el 1923, va completar el conjunt el 1942. La versió de 1917 existeix.

## Instrumentació
L'Humoresque núm. 1 està escrita per als instruments següents:
- Solista: violí
- Vent fusta⁣: 2 flautes, 2 oboès, 2 clarinets (en si ♭), i 2 fagots
- Metall⁣: trompes (en fa)
- Percussió⁣: timbales
- Cordes⁣: violins, violes, violoncels i contrabaix

L'Humoresque núm. 2 té una puntuació idèntica, llevat de l'omissió de tota la secció de vent fusta. Les peces de l'op. 89 són encara més delicades. A més del solista, les Humoresques núms. 3 i 4 només utilitzen cordes. La núm. 5 hi afegeix tres instruments de vent fusta: 2 flautes, 2 clarinets (en si ♭), i 2 fagots, mentre que la núm. 6 omet els clarinets però conserva les flautes i els fagots.